# Президентські вибори в Білорусі 1994

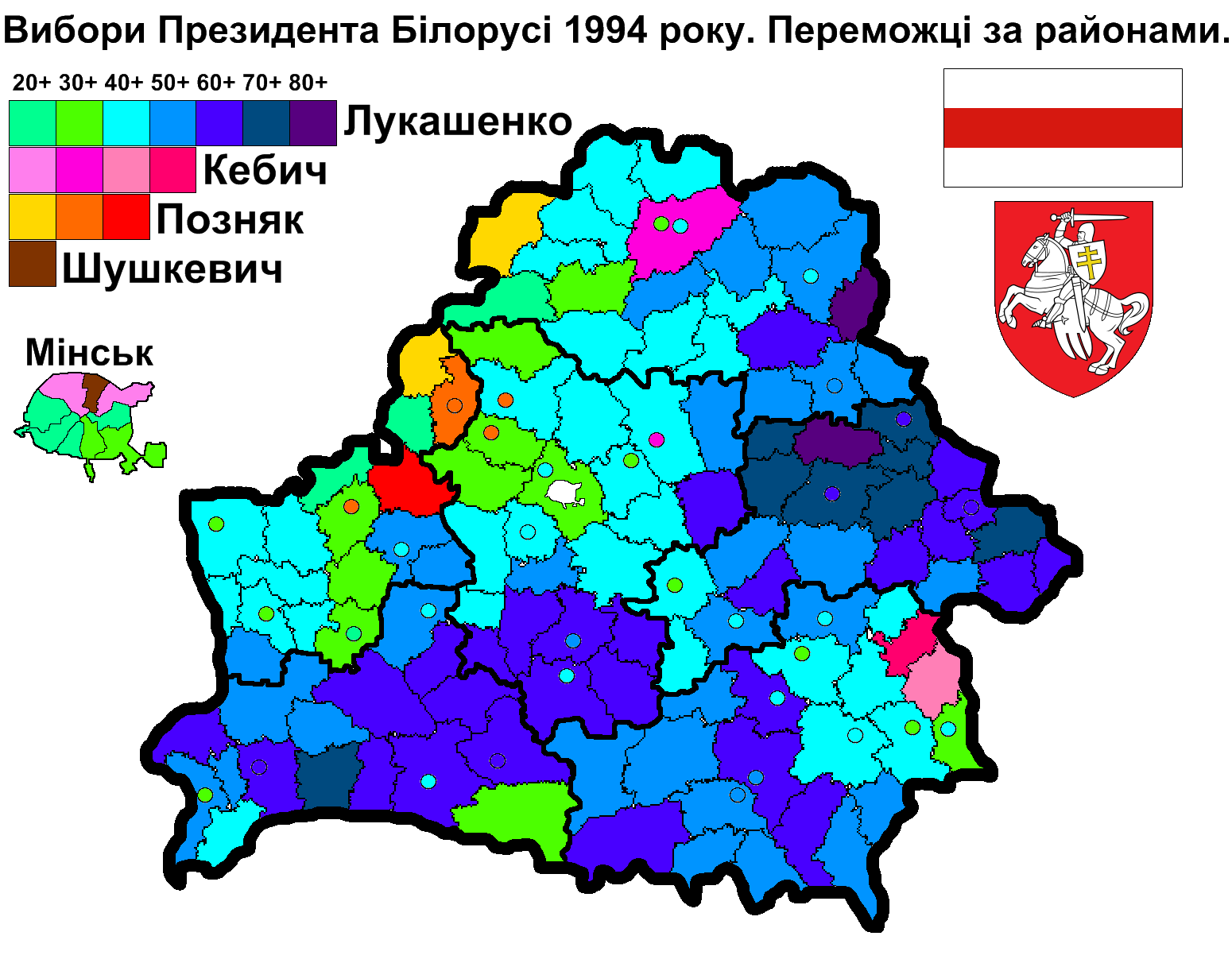
результати першого туру виборів

15 березня 1994 року Верховна Рада прийняла Конституцію Республіки Білорусь, за якою вона оголошена унітарною демократичною соціально-правовою державою. Відповідно до Конституції Республіка Білорусь є президентською республікою. Перші вибори президента Білорусі пройшли 23 червня і 10 липня 1994 року. Перемогу в другому турі одержав Олександр Лукашенко.

## Основні учасники
- Олександр Дубко — голова Союзу аграрників
- В'ячеслав Кебич — тогочасний прем'єр-міністр Білорусі
- Олександр Лукашенко — депутат Верховної Ради, директор радгоспу «Городець» Шкловського району
- Василь Новіков — секретар ЦК ПКБ
- Зенон Позняк — лідер Білоруського Народного Фронту «Відродження»
- Станіслав Шушкевич — колишній голова Верховної Ради Білорусі

## Результати

### Перший тур
У першому турі Олександр Лукашенко набрав 44,82 %, В'ячеслав Кебич — 17,33 %, Зенон Позняк — 12,82 %, Станіслав Шушкевич — 10 %, Олександр Дубко — 6 %, Василь Новиков — 5 %.

### Другий тур
У другому турі Олександр Лукашенко набрав 80,1 % (56 % голосів виборців, з урахуванням явки), В'ячеслав Кебич — 14,1 %.

## Мапи виборів
|  |  |  |  |

|  |  |  |  |